# Isabu
Isabu,  de son vrai nom Kim Isabu (김이사부, 金異斯夫), est un général du VIe siècle du royaume de Silla en Corée. C'est un descendant du roi Naemul. Il est renommé pour ses conquêtes.
Isabu commence sa carrière en 505 en étant nommé gouverneur de Siljik (Samcheok) et Aseulla (Gangneung). En juin 512, il soumet le pays de l'Usanguk 于山國 (= Ulleungdo 鬱陵島) qui doivent dès lors payer un tribut à Silla. Chef militaire suprême à partir de 541, il contribue aussi à l'extension du territoire dans le bassin du fleuve Han face à Baekje et à Koguryo ainsi qu'à la soumission de la confédération de Gaya en 562.

## Dans la culture populaire
- Interprété par Park Seo-joon en 2016 - 2017 dans Hwarang de KBS 2TV.